# Tromba da tirarsi

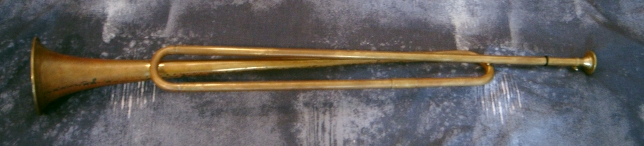
Ricostruzione moderna di una tromba da tirarsi.

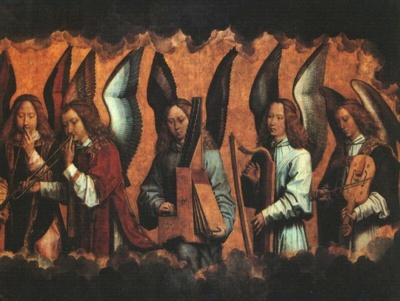
Trombe da tirarsi in un dipinto di Hans Memling (due esemplari, suonati dagli angeli sulla sinistra).

La tromba da tirarsi è uno strumento musicale aerofono, sottoclasse ottoni, che si ritiene sia stato usato durante il tardo medioevo e il rinascimento; diversamente dalla tromba naturale (di lunghezza fissa), può suonare tutte le note della scala, ma è costruttivamente del tutto diversa dalla moderna tromba a pistoni, essendo più simile al trombone. 

## Lo strumento
Lo strumento era costituito da un tubo diritto solidale al bocchino, su cui scorreva la tromba vera e propria: in questo modo si poteva variare la lunghezza totale dello strumento, ottenendo note diverse a partire da uno stesso armonico (quest'ultimo è determinato dalla maggiore o minore tensione delle labbra dell'esecutore, come in tutti gli strumenti a bocchino). Era suonata tenendo il bocchino premuto sulle labbra con le dita di una mano, mentre con l'altra mano veniva spostato l'intero strumento (campana compresa) a seconda delle note da suonarsi: proprio questa posizione delle mani dell'esecutore si ritrova frequentemente nell'iconografia. Il movimento del braccio necessario per un dato intervallo, quindi, era doppio rispetto a quanto avviene in un trombone, che è invece dotato di una coulisse a U. Le moderne ricostruzioni della tromba da tirarsi sono congetturali e basate sulle fonti iconografiche, in quanto finora non è stato rinvenuto alcun esemplare superstite dell'epoca, né esistono descrizioni sufficientemente precise dello strumento nelle fonti letterarie e trattatistiche coeve. L'uso del trombone a coulisse è sicuramente attestato prima del 1490, ed è ragionevole supporre che l'invenzione della tromba da tirarsi sia stata largamente antecedente. Già all'inizio del XV secolo alcune fonti (specificamente, le cronache del Concilio di Costanza e un trattato del teologo Jean Gerson) testimoniano l'uso delle trombe sia nell'esecuzione della polifonia sacra che in quella profana, e le trombe naturali non avrebbero potuto eseguire quel tipo di repertorio. Le trombe erano specificamente impiegate per le parti di contratenor.
Secondo quanto riportato nel trattato De inventione et usu musicae del 1487, di Johannes Tinctoris, la tromba veniva normalmente usata nelle feste di corte per l'accompagnamento delle danze ma anche in chiesa durante le celebrazioni solenni delle più importanti feste religiose.
La ricostruzione dello strumento, il suo utilizzo e la sua stessa esistenza storica - ipotizzata per primo da Curt Sachs nel 1950 - sono stati oggetto di vivaci controversie, testimoniate da una serie di articoli apparsi sulla prestigiosa rivista Early Music a partire dal 1984. Si è tuttavia stabilito un diffuso consenso fra gli studiosi a favore dell'identificazione fra la tromba da tirarsi e la trompette des menestrels (tromba dei menestrelli), menzionata nei documenti della corte borgognona a partire dal 1422, chiaramente distinta dalla tromba da guerra e suonata usualmente insieme alle bombarde.